# Alessandro Venturella
 (août 2022).
La mise en forme du texte ne suit pas les recommandations de Wikipédia : il faut le « wikifier ».
Les points d'amélioration suivants sont les cas les plus fréquents. Le détail des points à revoir est peut-être précisé sur la page de discussion.
- Les titres sont pré-formatés par le logiciel. Ils ne sont ni en capitales, ni en gras.
- Le texte ne doit pas être écrit en capitales (les noms de famille non plus), ni en gras, ni en italique, ni en « petit »…
- Le gras n'est utilisé que pour surligner le titre de l'article dans l'introduction, une seule fois.
- L'italique est rarement utilisé : mots en langue étrangère, titres d'œuvres, noms de bateaux, etc.
- Les citations ne sont pas en italique mais en corps de texte normal. Elles sont entourées par des guillemets français : « et ».
- Les listes à puces sont à éviter, des paragraphes rédigés étant largement préférés. Les tableaux sont à réserver à la présentation de données structurées (résultats, etc.).
- Les appels de note de bas de page (petits chiffres en exposant, introduits par l'outil «  Source ») sont à placer entre la fin de phrase et le point final[comme ça].
- Les liens internes (vers d'autres articles de Wikipédia) sont à choisir avec parcimonie. Créez des liens vers des articles approfondissant le sujet. Les termes génériques sans rapport avec le sujet sont à éviter, ainsi que les répétitions de liens vers un même terme.
- Les liens externes sont à placer uniquement dans une section « Liens externes », à la fin de l'article. Ces liens sont à choisir avec parcimonie suivant les règles définies. Si un lien sert de source à l'article, son insertion dans le texte est à faire par les notes de bas de page.
- La présentation des références doit suivre les conventions bibliographiques. Il est recommandé d'utiliser les modèles {{Ouvrage}}, {{Chapitre}}, {{Article}}, {{Lien web}} et/ou {{Bibliographie}}. Le mode d'édition visuel peut mettre en forme automatiquement les références.
- Insérer une infobox (cadre d'informations à droite) n'est pas obligatoire pour parachever la mise en page.

Pour une aide détaillée, merci de consulter Aide:Wikification.
Si vous pensez que ces points ont été résolus, vous pouvez retirer ce bandeau et améliorer la mise en forme d'un autre article.
Alessandro « Alex » Venturella est un musicien anglais et l'actuel bassiste du groupe de Nu Metal américain Slipknot. Il a précédemment été le guitariste principal du groupe Krokodil et de Cry for Silence. Plus tôt dans sa carrière, il a été le technicien de guitare en tournée pour Brent Hinds, Coheed and Cambria, Architects, Fightstar et de Mastodon.

## Slipknot
Le 7 octobre 2014, le chanteur Corey Taylor du groupe Slipknot a été surpris que Venturella ait été identifié jouant de la basse dans une vidéo de Slipknot pour la chanson The Devil in I. Le tatouage unique de la main gauche de Venturella avait été remarqué par Metal Chapel News, malgré le fait que tous les musiciens portaient des masques dans la vidéo. Corey Taylor a dit qu'à propos de Alessandro Venturella et du batteur Jay Weinberg de la vidéo : "Ils ne sont pas encore des membres officiels du groupe, mais ce sont des gens qui jouent avec le groupe… Le temps nous dira s'ils seront, ou non, des membres à part entière."  Les 25 et 26 octobre, Venturella s'est produit avec le groupe en direct pour la première fois au Knotfest 2014.[réf. nécessaire]
Le 3 décembre 2014, l'ancien technicien de batterie de Slipknot a publié une photo de la liste du personnel du groupe en tournée, montrant que le bassiste Alessandro Venturella et le batteur Jay Weinberg étaient en tournée avec le groupe. Venturella a été officiellement révélé être le bassiste par Jim Root lors d'une interview avec Ultimate-Guitar le 13 mai 2015. 
Le 2 août 2015, Venturella a eu une urgence médicale inconnue pour laquelle il a été transporté d'urgence à l'hôpital lors d'un spectacle à Hartford dans le Connecticut. Le lendemain, il a été révélé que Venturella avait souffert de déshydratation lors du spectacle de la nuit précédente et qu'il reviendrait sur scène le 4 août 2015, à Mansfield dans le Massachusetts où il se produisait en coulisses.

## Vie privée
Venturella a épousé Lisa Graham le 13 juillet 2020.

## Discographie

### Avec Cry for Silence
- Through The Precious Words(2001) [4]
- The Longest Day (2004) [5]
- The Glorious Dead (2008) [6]

### Avec Krokodil
- Shatter / Dead Man's Path Ltd. 7 (2014)
- Nachash (2014)

### Avec Slipknot
- .5 : The Gray Chapter (2014)

- " All Out Life " (non album single) (2018)
- We Are Not Your Kind (2019)
- The End, So Far (2022)